# 네시엔
네시엔은 대한민국의 방송국인 한국방송공사의 라디오 채널 KBS 해피FM(수도권 106.1MHz AM 603KHz)에서 오후 16시 05분부터 18시까지 방송하였던 라디오 방송이다. 2010년 4월 18일 자로 3년 만에 폐지되었다.

## 역대 진행자
- 제1대 : 안문숙 (2007.04.16~2008.05.04)
- 제2대 : 이광기, 김현숙 (2008.05.05~2008.11.16)
- 서세원 (대타) : (2008.11.17~2008.11.23)
- 제3대 : 박준형 (2008.11.24~2010.04.18)

## 같이 보기
- KBS
- KBS 2라디오